# Alfred Hettmer
Alfred Hettmer (* 1955 in Ingolstadt) ist ein ehemaliger deutscher Kriminalist, der durch seine Mitwirkung an der Fernsehreihe Aktenzeichen XY … ungelöst bekannt wurde.

## Leben
Alfred Hettmer wurde 1955 in Ingolstadt geboren und wuchs im Ingolstädter Nordviertel auf.
Nach seinem Abitur begann er im Jahr 1973 seine Ausbildung bei der Bereitschaftspolizei in Eichstätt und München. Nach dem Abschluss der Ausbildung war Hettmer ein Jahr bei der Polizeiinspektion Dachau tätig, bevor er 1976 in den Dienst des Bayerischen Landeskriminalamtes trat. Anschließend war er bis zu seiner Pensionierung im Jahr 2017 Kriminalbeamter, unter anderem als Leiter des Sachgebiets für Personenfahndung und Betäubungsmittel.
Hettmers Mitarbeit an Aktenzeichen XY … ungelöst begann im Jahr 1986. Er gehörte zur Ermittlergruppe, die Zuschauerhinweise per Anruf entgegennimmt. Von 2002 bis 2023 war Hettmer dann der Leiter des Aufnahmestudios der Sendung. Er war außerdem für die Rubrik Abfrage gegen Mitte und am Ende der Sendung zuständig, während der er Moderator Rudi Cerne und das Publikum darüber informierte, ob und wie viele Zuschauerhinweise zu den in der jeweiligen Sendung gezeigten Kriminalfällen eingegangen waren. Nach seinem Rücktritt übernahmen Fabian Puchelt und Stephanie Wossilius diese Aufgabe.
Aufgrund seiner Auftritte in der Rubrik Abfrage erreichte er als das „zweite Gesicht von ‚Aktenzeichen XY … ungelöst‘“ Bekanntheit. Tobias Mayer schrieb für den Tagesspiegel, Hettmer habe „mit seiner sachlichen, verlässlichen Art […] für den seriösen Teil“ der Sendung gestanden. Anlässlich seines Ausscheidens aus dieser wurde Hettmer als „Deutschlands bekanntester LKA-Beamter“ und „ZDF-Ikone“ bezeichnet.

## Persönliches
Alfred Hettmer ist in zweiter Ehe mit einer Polizistin verheiratet und Vater zweier Töchter.